# جيمس س. كوفمان
جيمس س. كوفمان (بالإنجليزية: James C. Kaufman)‏ هو عالم نفس وأستاذ جامعي أمريكي، ولد في 21 سبتمبر 1974 في نك الكبرى ‏ في الولايات المتحدة.

## وصلات خارجية
- الموقع الرسمي
- جيمس س. كوفمان على موقع IMDb (الإنجليزية)
- جيمس س. كوفمان على موقع قاعدة بيانات الفيلم (الإنجليزية)